# Carl August af Nyborg
Carl August af Nyborg, född Carl August Alèn 19 december 1833 i Norrköping, adopterad Nybergh, adlad af Nyborg, död 6 oktober 1927 i Helsingfors, var borgmästare i Raumo, hovrättsråd och senator.

## Biografi
Carl August af Nyborg föddes 19 december 1833 i Norrköping som Carl August Alèn. Han var son till acteur Carl August Alèn (född 29 september 1810 i Stockholm, död 8 maj 1846 i Öregrund) och Anna Maria Christine Sophie "Annette" Magito (född 12 april 1812 i Stockholm, död 9 september 1874 i Harzburg i Braunschweig). Carl August lämnades i Åbo i december 1835 av sina föräldrar då de reste till Stockholm. Han adopterades av handlanden Gabriel Edvard Nybergh (död 1836) och första hustrun Anna Sofia Levander och sedermera av änkans andra man, politierådmannen Reinhold Daniel Nystedt (död 1863). Carl August fick behålla namnet Nybergh.
Han var student i Åbo 1852 och inriktade sig på juridik. 1855 blev han hovrättsauskultant i Åbo och sedan registrator där 1864. Han gifte sig 9 november 1865 med Johanna Amalia Paqvalin (född 1 februari 1844 i Raumo, död 27 november 1926 i Helsingfors). De fick i äktenskapet två döttrar och en son. Dottern Agata Sofie af Nyborg föddes 29 december 1867 i Raumo och dog 25 juni 1929 i Helsingfors. Dotter Anna Gabriella (Ella) af Nyborg föddes 23 januari 1874 i Helsingfors och dog 5 mars 1965. Sonen Carl Adolf Mikael af Nyborg (filosofie magister) föddes 27 maj 1879 i Helsingfors och dog 2 juli 1942 i Helsingfors.
1864-1868 var han borgmästare i Raumo. Den 20 maj 1868 utnämndes han till notarie för Finlands bank. Han var sekreterare i prokuratorsexpeditionen i senaten i Helsingfors 1869 och adjutant i överstyrelsen för skolväsendet 1874. År 1878 blev han hovrättsråd i Viborgs hovrätt. 
Han blev senare senator under åren 1880–1902, först senator i justitiedepartementet 1880–1892 och sedan chef för justitieexpeditionen i ekonomiedepartementet 1892–1897, och sedermera vice ordförande i senatens justitiedepartement.
Han blev introducerad i riddarhuset 25 november 1895 och adlades af Nyborg 1896 som nummer 269. Han erhöll Wladimirkorset av tredje graden 17 april 1901.